# Иоанн IX (папа римский)
Иоанн IX (лат. Ioannes PP. IX; 840 — 900) — папа римский с 18 января 898 года по 5 января 900 года .

## Ранние годы
Об Иоанне IX, прежде чем он стал папой, мало что известно. Он родился в Тиволи, был монахом Бенедиктинского ордена и в неизвестном году был рукоположён в священники папой Формозом. При поддержке мощного Сполетского дома он был избран понтификом в начале 898 в связи с внезапной кончиной папы Теодора II.

## Понтификат
Его избранию предшествовали Трупный синод и подозрительные смерти двух его предшественников. Иоанн представлял в Латеране партию покойного Формоза, которой противодействовала партия Сергия, отлучённого Иоанном от церкви. Его главными мероприятиями были церковные соборы в Равенне и Риме в 898 году, признавшие недействительность Трупного синода и постановившие уничтожить его документы.
Вынужденный короновать императором Беренгара I Фриульского, после его удаления Иоанн IX признал законным императором его соперника Ламберта, с помощью которого и удержался на престоле. В надежде положить конец периоду нестабильности вокруг папского престола он восстановил «Римскую конституцию» Лотаря I, по которой на папских выборах было обязательно присутствие представителя императора.
Чтобы сохранить свою независимость от немецкой угрозы, славяне Моравии обратились к Иоанну, чтобы он разрешил им учредить собственную епархию. Не обращая внимания на жалобы немецких иерархов, Иоанн санкционировал рукоположение митрополита и трех епископов церкви Моравии.
Иоанн IX умер в 900 году, и его сменил Бенедикт IV (900—903).